# ASC 1898 Bremen
L’ASC Bremen fut un club allemand de football localisé à Brême.

## Histoire
Le club fut créé en 1898 sous le nom d’Allgemeine Sport-Club 1898 Bremen. Il eut une existence assez brève
Le 1er avril 1899, le club fut un des membres fondateurs de la Verbandes Bremer Fußball-Vereine (VBFV).
En janvier 1900, à Leipzig, l'ASC 1898 était au nombre des fondateurs de la Deutscher Fußball Bund (DFB).
Le 10 septembre 1899, le FV Werder 1899 Bremen (prédécesseur de l'actuel SV Werder) joua le tout premier match de son Histoire contre et sur le terrain de l’ASC et en revint vainqueur (0-1).
On ne retrouve plus de traces de ce club dès les premières années du XXe siècle.
Il est évident qu’il ne doit y avoir aucune confusion entre ce club et l’ASC 1994 Bremen Firebirds, une équipe de football américain.